# Rodrigo da Costa Carvalho
Rodrigo da Costa Carvalho, primeiro e único visconde da Bela Vista (Porto, 13 de Novembro de 1818 — 30 de Março de 1894) foi um proprietário, comerciante e empresário português

## Biografia
Filho de José da Costa Carvalho, proprietário no Porto, e de D. Ana Máxima Vieira de Castro.
Formado no curso da antiga Academia de Marinha e Comércio da cidade do Porto e sendo ainda jovem, partiu para o Brasil, onde adquiriu bens de fortuna, tornando-se um dos negociantes mais importantes da cidade de Recife.
Fidalgo Cavaleiro da Casa Real, comendador da Ordem de Cristo e da Ordem de Nossa Senhora da Conceição; de número extraordinário da Ordem de Isabel a Católica, de Espanha.
Benemérito, foi condecorado em 1861 com a medalha da Câmara Municipal de Lisboa por serviços prestados durante a epidemia de febre amarela no ano de 1857.
Foi abastado proprietário e grande negociante da praça do comércio de Lisboa e diretor do Banco Nacional Insulano e da Companhia de Mineração Plombífera. Foi um dos maiores acionistas da Companhia das Águas em Lisboa, cuja diretoria integrava no ano de 1880.
Desposou em 1840 Alexandrina Martins Cardoso, filha de Bento José Cardoso, negociante em Pernambuco e de Felicidade Perpétua Cavalcanti. Não tiveram filhos.
Recebeu o título de visconde por decreto de 27 de julho e carta de 2 de agosto de 1870 (D. Luís).